# 주영광
주영광(朱榮光, 1920년 ~ 1982년 9월 28일)은 1954년 월드컵에 출전한 축구 선수이다. 연희전문학교 출신이며 1954년 월드컵에서 주장을 하였으며 월드컵 이후 MBC의 축구 해설가와 연세대학교 축구부의 감독을 역임하였다. A매치 통산 10경기 0골을 기록했다.